# François Duvalier
François Duvalier, známý také jako „Papa Doc“, (14. dubna 1907 – 21. dubna 1971) byl prezidentem na Haiti.

## Život
Původně pracoval jako lékař, účastnil se očkovacího projektu vedeného americkým ministerstvem zdravotnictví, poté byl ministr práce a zdravotnictví. Tehdy dostal od svých pacientů přezdívku Papa Doc. Dva roky prožil v úkrytu před tehdejší vládou převlečený za ženu.
Chodil v černých oblecích s viditelnými vypouklinami od pouzdra s pistolí. Návštěvy zahraničních novinářů držel na nohou, když si v prstech pohrával se svým těžítkem (revolverem ráže 0,45) a pod polštářem měl ráži 0,357.
V roce 1957 proběhly zmanipulované volby, kde dostal v některých okrscích přes 100 % hlasů. V roce 1958 v červnu ustál pokus o armádní převrat a reorganizuje armádu. Výsledkem je uzavření vojenské akademie a nahrazení vyšších důstojníků mladým mužstvem, ze kterého vzejde soukromá milice Tonton Macoutes (strýčkové lidožrouti) o počtu 9–15 tisíc mužů. S jejich pomocí ustavil na Haiti diktátorský režim a prohlásil se prezidentem Haiti, kterým byl v letech 1957–1971. Plný titul zněl „Nejvyšší pán této země Haiti“. Milice měla za úkol jej chránit před výstřelky armády, ale nakonec zneužívala své pozice ke znásilňování, vraždění a rutinním popravám jeho politických oponentů. Rekruti milice nabraní přímo ze slumů Port-au-Prince nedostávali žádný plat a živili se vymáháním výpalného a další kriminalitou. Jejich velení sídlilo v prezidentském paláci.
V roce 1959 dostal Duvalier infarkt a po dobu léčení v nemocnici v USA ustanovil svým zástupcem Clémenta Barbota, který byl jeho hlavním poradcem a velitelem Tontons Macoutes. Po návratu Duvaliera byl uvězněn.
Dne 12. srpna 1959 se odehrál další pokus o svržení Duvaliera tentokrát za účasti kubánských partyzánů a haitských exulantů. Byli však poraženi haitskou armádou s pomocí amerického námořnictva.
V roce 1961 se odehrály na Haiti další zmanipulované volby, kdy diktátor dostal všech 1 320 748 hlasů, opozice žádný. O Haiti začal psát i americký tisk a vláda USA se začala obávat o zneužívaní peněz posílaných na ostrov, které končily výhradně u kliky diktátora.
V roce 1963 byl Barbot propuštěn z vězení, pokusil se zorganizovat převrat, ale po prozrazení plánů byl zabit. Pokusy o odstranění Duvaliera pokračovaly, tentokrát za pomocí CIA.[zdroj?]
Duvalierova vláda začala být více násilná. Papa Doc podporoval svůj kult osobnosti, prohlašoval se za čaroděje a ztělesnění haitského národa. Věřil ve Voodoo, prohlašoval, že když potřebuje radu ve státních záležitostech, sedne si do vany s černým cylindrem na hlavě a čte ve vnitřnostech mrtvé kozy.
S postupujícím věkem se začal stávat paranoikem a megalomanem, oblékal se ve stylu lwa Bawona Samedi, prezentoval se jako Kristus a školáci modlitbou k němu začínali den. Rozmohla se také korupce a klientelismus. Po smrti Duvaliera přešla prezidentská funkce na jeho devatenáctiletého syna Jean-Claude Duvaliera, který provedl jisté reformy, ale nezabránil dalšímu růstu korupce. V roce 1986 byl donucen utéci do exilu a s sebou odnesl i velkou část z haitského státního pokladu.
| Prezidenti Haiti                       | Prezidenti Haiti            | Prezidenti Haiti               |
| -------------------------------------- | --------------------------- | ------------------------------ |
| Předchůdce: Antonio Thrasybule Kebreau | 1957–1971 François Duvalier | Nástupce: Jean-Claude Duvalier |